# Aleyna Cara
Aleyna Cara (geboren 1995 in Berlin) ist eine deutsch-türkische Schauspielerin. Sie absolvierte ihren Bachelor of Arts in Schauspiel an der Stella Adler Academy in Los Angeles und wurde anschließend Mitglied des renommierten National Youth Theatre in London. Ihre Theaterkarriere führte sie unter anderem an die Volksbühne Berlin und dem Düsseldorfer Schauspielhaus, bevor sie zum Film wechselte. Ihr Leinwanddebüt gab sie mit dem Kurzfilm New Friends auf der Online-Plattform Nowness. Zu ihren Film- und Fernsehrollen zählen Alles auf Rot, Love Addicts und Paradise.
Im Jahr 2024 war sie in Die Zweiflers zu sehen, die bei den Canneseries als Beste Serie ausgezeichnet wurde, sowie in Deadlines, die beim Filmfest Hamburg ebenfalls den Preis für die Beste Serie erhielt. Zuletzt spielte sie die Hauptrolle in Human Within, einem interaktiven 360-Grad-VR-Film für Meta Quest, in dem sie Linh verkörpert – eine Cyber-Ingenieurin, die eine digitale Übertragung menschlichen Bewusstseins entwickelt.
Neben ihrer Schauspielkarriere gründete Aleyna im Jahr 2024 YĀRÉ Yoga, eine ganzheitliche Wellness-Marke, die immersive Erlebnisse für Unternehmens- und Kreativkontexte anbietet.

## Filmographie
- 2019: 3:1 (Kurzfilm)
- 2020: Frau Jordan stellt gleich (Fernsehserie)
- 2021: Ein Jahr, zwei Winter
- 2021: Alles auf Rot
- 2022: Love Addicts  (Fernsehserie)
- 2023: Paradise
- 2024: Die Zweiflers (Fernsehserie)
- 2024: Bettys Diagnose (Fernsehserie)
- 2024: Deadlines (Fernsehserie)
- 2024: Human Within (VR-Experience)

## Hörspiele (Auswahl)
- 2022: Mithu Sanyal: Identitti. Skandal um gefakte PoC-Identität (2 Teile) (Priti) – Regie: Eva Solloch (Hörspielbearbeitung – WDR)[1]